# Elijahu Hakarmeli
Elijahu Hakarmeli (hebrejsky: אליהו הכרמלי, rodným jménem Elijahu Lulu, 1. srpna 1891 – 21. prosince 1952) byl sionistický aktivista, izraelský politik a poslanec Knesetu za stranu Mapaj.

## Biografie
Narodil se v Haifě v tehdejší Osmanská říši (dnes Izrael), kde vystudoval školu napojenou na síť Alliance Israélite Universelle a učitelský seminář v Paříži. V letech 1920–1930 působil jako učitel na severu dnešního Izraele. Roku 1930 se přestěhoval do Jeruzaléma.

## Politická dráha
Zapojil se do sionistického hnutí ha-Po'el ha-ca'ir. Předsedal Svazu učitelů v jižní Galileji. Zasedal v shromáždění Asifat ha-nivcharim v letech 1925–1931. Po přesídlení do Jeruzaléma se stal jedním z předáků strany Mapaj v tomto městě. Byl vyslancem strany v Maroku a Tunisku.
V izraelském parlamentu zasedl poprvé už po volbách v roce 1949, do nichž šel za Mapaj. Stal se členem parlamentního výboru pro veřejné služby, výboru pro vzdělávání a kulturu a výboru mandátního. V Knesetu se objevil i po volbách v roce 1951, kdy opět kandidoval za Mapaj. Byl členem parlamentního výboru pro vzdělávání a kulturu a výboru pro veřejné služby. Zemřel během funkčního období. Jeho poslanecké křeslo pak zaujal Šlomo Hilel.